# Hipocàpnia
La hipocàpnia és un estat de baixa concentració de diòxid de carboni a la sang. El cas contrari s'anomena hipercàpnia. Habitualment la hipocàpnia és anomenada impròpiament acàpnia, tot i que aquest darrer concepte indica en rigor l'absència total de diòxid de carboni a la sang.

## Signes i símptomes
Se'n poden destacar, entre d'altres, la reducció de la freqüència de la respiració, una baixada de la pressió arterial, una acceleració de la freqüència cardíaca i un augment de les reserves alcalines.

## Causes
Hi ha unes quantes disfuncions corporals que indueixen a la reducció de la pressió del diòxid de carboni. La hiperventilació histèrica pot portar a un estat d'alcalosi, és a dir, a un augment de la presència de substàncies alcalines a la sang; en aquests casos pot resultar útil de respirar dins d'una bossa o paperina. Altres motius causants de la hipocàpnia poden ser l'ús de fàrmacs salicílics i de progestàgens, la insuficiència hepàtica o bé l'embòlia pulmonar.

## Efectes
La hipocàpnia normalment es tolera bé. Això no obstant, produeix alteracions cerebrals (vasoconstriccions), problemes visuals i ansietat.